# 范特霍夫方程
范特霍夫方程（Van 't Hoff equation）是一个用于计算在不同温度下某反应的平衡常数的方程。设 K 为平衡常数， ΔHo 为焓变， ΔSo 为熵变， T为温度。由雅各布斯·亨里克斯·范托夫提出。
{\displaystyle {\frac {d\ln K}{dT}}={\frac {\Delta H^{\ominus }}{RT^{2}}}}
或者写为
{\displaystyle {\frac {d\ln K}{d{\frac {1}{T}}}}=-{\frac {\Delta H^{\ominus }}{R}}}
如果假设反应焓变在不同温度下保持恒定，则在不同温度 T1 和 T2 下，等式的定积分为
{\displaystyle \ln \left({\frac {K_{2}}{K_{1}}}\right)=-{\frac {\Delta H^{\ominus }}{R}}\left({\frac {1}{T_{2}}}-{\frac {1}{T_{1}}}\right)}
这里 K1 是在绝对温度 T1 下的平衡常数, K2 是在绝对温度 T2 下的平衡常数。 ΔHo 是标准焓变，R 是气体常数。

推导
由
{\displaystyle \Delta G^{\ominus }=\Delta H^{\ominus }-T\Delta S^{\ominus }}
和
{\displaystyle \Delta G^{\ominus }=-RT\ln K}
得到
{\displaystyle \ln K=-{\frac {\Delta H^{\ominus }}{RT}}+{\frac {\Delta S^{\ominus }}{R}}}
因此，通常由负的平衡常数的自然对数-lnK对对应的温度的倒数1/T做图得到一条直线，其斜率为最小标准焓变除以气体常数R，ΔHo/R，截距为标准熵变除以气体常数R，ΔSo/R。